# Quido Battaglia
Quido Battaglia, celým jménem Gwidon Szymon Hieronim Battaglia di Sopramonte Pontcalto (1846 Bolechiv – 1915 Lvov), byl rakouský důstojník, který pocházel z mladší haličské linie rodu Battagliů.

## Život
V roce 1863 studoval gymnázium a účastnil se polského povstání proti Rusům. Při srážce u Korytnice unikl zajetí a vrátil se ke studiu. Po maturitě studoval ve Vídni historii. Účastnil se německé války. Mezi lety 1866 až 1868 bydlel v Praze a zde se seznámil s dcerou Karla Havlíčka Borovského Zdeňkou. Studium práv ukončil zkouškou a stal se úředníkem na místodržitelství ve Lvově. Zde působil asi 40 let.
Quido Battaglia se oženil s polskou šlechtičnou Olgou von Lodgia-Baranowskou a žili ve Lvově. Jejich syn Roger Battaglia byl poslanec Říšské rady.
V roce 1914 vydal v Gazetě Wieczorne vzpomínky na pražské dny s názvem Wieczór w zlotej Pradze. Zemřel ve Lvově po těžké nemoci v roce 1915.